# Mészáros Péter (asztrofizikus)
Mészáros Péter István (publikációkban Mészáros Péter) (Budapest, 1943. július 15. – ) magyar–amerikai asztrofizikus, egyetemi tanár, a Magyar Tudományos Akadémia külső tagja, a National Academy of Sciences (U.S.) rendes tagja és
az American Academy of Arts and Sciences rendes tagja. A magasenergiájú asztrofizika és a kozmológia ismert kutatója.

## Életpályája
1945-től Belgiumban, Liège-ben, majd Argentínában, Buenos Airesben nőtt fel, ahol a Buenos Aires-i Egyetemben fizikából diplomázott 1967-ben. 1972-ben végezte el a PhD-t (Kaliforniai Egyetem, Berkeley), majd a Princetoni Egyetemen és a Cambridge-i Egyetemen volt posztdoktori kutató. 1975-ben a garchingi (Németország) Max Planck Institute for Astrophysics-ben lett tudományos munkatárs. A Pennsylvaniai Állami Egyetemen 1983-ban lett egyetemi tanár a Csillagászati és Asztrofizikai Intézetben, valamint a Fizikai Intézetben, tíz évig pedig a Csillagászati és Asztrofizikai Intézet igazgatója volt.
Több kutatóintézetben volt hosszabb ideig vendégprofesszor, többek között NASA Goddard Space Flight Center, Harvard-Smithsonian Center for Astrophysics, Kavli Institute for Theoretical Physics (Santa Barbara), Institute for Advanced Study (Princeton, New Jersey), Cambridge University, Fermilab (Chicago), California Institute of Technology. 2005-ben lett Eberly Chair Professor a Pennsylvaniai Állami Egyetemen, ahol jelenleg kutatóprofesszor és a Center for Multimessenger Astrophysics emeritus igazgatója. 
A National Academy of Sciences Space Studies Board tagja tagja.

## Munkássága
Kutatási területe az asztrofizika, főként a magasenergiájú asztrofizika, a részecske asztrofizika és a kozmológia. Kozmológiai körökben a neve főleg a Mészáros-effektus, ill. a vele kapcsolatos Mészáros egyenlet révén ismert, amely befolyásolja a sötét anyagban keletkezett primordiális fluktuációk időfejlődését és
a jelenleg észlelt kozmológiai nagyskálájú struktúrákra vezet. Széles körökben ismertek a gamma-kitöréseket (az un. GRB-ket) tárgyaló munkái, pld. amelyek alapjául szolgálnak a GRB-k tanulmányozására használt "fireball shock" modelnek.
A csillagközti anyag, és a fekete lyukak kutatásával is foglalkozott, és az erősen magnetizált neutroncsillagok témájához jelentősen hozzájárult, pld. A GRB kutatásokra szakosodott NASA Swift műhold projektnek a
tudományos tanácsadója (science-theory lead) volt. Jelenlegi munkássága főleg a nagyenergiájú neutrínók és kozmikus sugarak forrásainak tanulmányozására összpontosul, pld., úgymint a neutrínók, kozmikus sugarak, gravitációs hullámok és fotonok együttes információját tekintetbevevő tanulmányokra, az úgynevezett. többcsatornás (multimessenger) asztrofizikára.

## Családja
Nős, felesége Mészáros Deborah, házasságukból született felnőtt fiúgyermekük Mészáros Andor.

## Díjai, elismerései
- 2021 – Amerikai Nemzeti Tudományos Akadémia (U.S. National Academy of Sciences) rendes tag[13]
- 2020 – Amerikai Csillagászati Társaság tag (Fellow)[14]
- 2013. Einstein Professor, Kínai Tudományos Akademia[15]
- 2010. Amerikai Tudományos és Művészeti Akademia (American Academy of Arts and Sciences) rendes tag[16]
- 2010. Magyar Tudományos Akadémia külső tag [17]
- 2009. Thomson Reuters-Clarivate scienceWATCH: Legtöbb hivatkozású GRB kutató 1999–2009[18]
- 2008. Top Ten Physics News Stories in 2008 (Swiftkollaborációval)[19]
- 2007. Bruno Rossi díj (N. Gehrels-el és a Swift csapattal)[20]
- 2004. Marx György Emlékelőadó (ELFT)[21]
- 2000. Bruno Rossi díj (B. Paczynski-vel és M.J. Rees-el)[20]
- 1999. John Simon Guggenheim Foundation Ösztöndíj (Fellow)[22]
- 1996. Amerikai Fizikai Társaság tag (Fellow)[23]
- 1976. Gravity Research Foundation első díj (P. Kafka-val)[24]